# زبان کامبریایی
کامبریایی گونه‌ای از زبان بریتانیایی بود که در قرون وسطای آغازین در «شمال باستان» (شمال انگلستان و جنوب دشت اسکاتلند امروزی) گویش می‌شد. این زبان نزدیک به ولزی باستان و دیگر زبان‌های بریتونی بود. شواهد جای‌نام‌ها نشان می‌دهد که کامبریایی ممکن است در جنوب پندل و یورکشایر دیلز نیز صحبت می‌شده‌است. دیدگاه رایج این است که این زبان در قرن دوزادهم پس از ادغام پادشاهی نیمه‌مستقل استراتکلاید در پادشاهی اسکاتلند منقرض شد.